# 리얼 (영화)

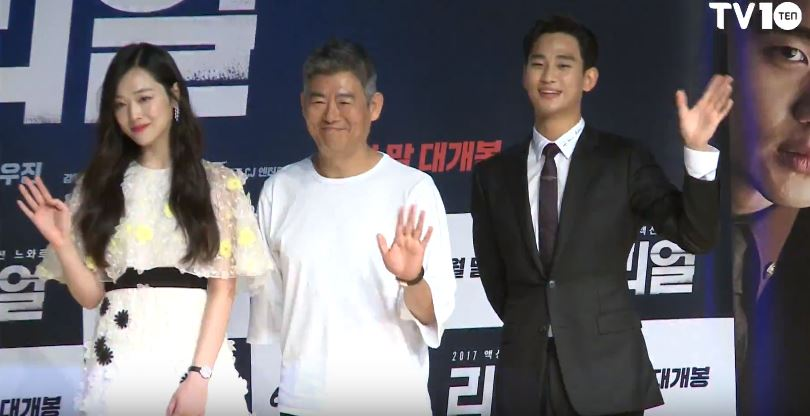
설리,성동일, 김수현

리얼은 2017년에 개봉한 대한민국 영화이다. 중국 알리바바 픽쳐스가 115억원을 투자한 영화로 김수현의 1인 2역과 최진리의 노출 연기로 한국과 중국 양국 영화계의 관심을 받았던 영화이다.

## 줄거리
암흑가 대부 조원근(성동일)이 카지노 ‘시에스타’ 오픈을 앞둔 조직의 보스 장태영(김수현) 앞에 카지노의 소유권을 주장하며 나타난다.
카지노를 빼앗길 위기에 처한 장태영은 자금 문제를 해결하기 위해 투자자를 찾아 나서는데, 자신과 이름뿐만 아니라 생김새마저 똑같은 의문의 투자자(김수현)가 나타나 문제를 해결해주겠다 나선다.

## 캐스팅
- 김수현 : 장태영/의문의 투자자 역 (1인2역)
- 이성민 : 최진기 역
- 성동일 : 조원근 역
- 설리 : 송유화 역
- 조우진 : 사도진 역
- 김홍파 : 최낙현 역
- 정인겸 : 김 교수 역
- 최권 : 백 실장 역
- 한지은 : 한예원 역
- 남경 : 미스 진 역
- 고규필 : 민머리 역
- 이환 : 장태영 더블 / 밀실클럽 중독자 역
- 정재성 : 환자 역
- 임현주 : 여인 1 역
- 캔디 : 알렉사 역
- 최낙현 : 아지트 콜걸 역
- 정찬우 : 한 사장 역
- 김규현 : 홀스터 역
- 신미영 : 간병인 역
- 박민정 : 개인병실 간호사 역
- 이정수 : 스패너 렉카기사 역
- 이웅지 : 조선족 청년 역
- 오지영 : 사설 도박장 마담 역
- 김혜화 : 조선족 임라희 역
- 나디아 쿨릭 : 클럽 앞 러시아녀 역
- 김예은 : 밀실클럽 중독자 역
- 므네린 : 밀실클럽 중독자 역
- 황성준 : 밀실클럽 중독자 역
- 박주하 : 밀실클럽 중독자 역
- 이원범 : 밀실클럽 중독자 역
- 이샘 : 밀실클럽 중독자 역
- 정동화 : 밀실클럽 중독자 역
- 이유청 : 밀실클럽 중독자 역
- 이현수 : 밀실클럽 중독자 역
- 김정환 : 밀실클럽 중독자 역
- 지은서 : 밀실클럽 중독자 역
- 채린 : 밀실클럽 중독자 역
- 은진 : 밀실클럽 중독자 역
- 송비 : 밀실클럽 중독자 역
- 이세영 : 밀실클럽 중독자 역
- 이세인 : 밀실클럽 중독자 역
- 김서하 : 개인병실 검사 역
- 우상욱 : 개인병실 의사 역
- 최수호 : 붕대인간 대역
- 김현준 : 붕대인간 대역
- 조재이 : 붕대인간 대역
- 김송일 : 캐피탈 대표 역
- 이도헌 : 레스토랑 드러머 역
- 조은비 : 레스토랑 피아니스트 역
- 권혁준 : 레스토랑 어쿠스틱베이시스트 역
- 현봉식 : 중식당 직원 역
- 강남현 : 중식당 주방장 역
- 이상훈 : 차이나타운 조폭 역
- 백종성 : 차이나타운 조폭 역
- 최원영 : 차이나타운 조폭 역
- 박선종 : 차이나타운 조폭 역
- 백인권 : 차이나타운 조폭 역
- 김정한 : 차이나타운 조폭 역
- 부정우 : 차이나타운 조폭 역
- 김윤배 : 차이나타운 조폭 역
- 이정현 : 차이나타운 조폭 역
- 국가영 : 조원근 딸 역
- 조하석 : 포마드 수하 역
- 유수민 : 일반카지노 VIP딜러 역
- 황수진 : 일반카지노 VIP딜러 역
- 윤경호 : 브로커 역
- 발레리 노비코프 : 시에스타 투자자 대표부호 역
- 스베틀라나 스테판코프스카야 : 부호 아내 역
- 알렉세이 엘리시브 : 시에스타 투자자 역
- 마르코 테시오레 : 시에스타 투자자 역
- 크레이그 스미스 : 시에스타 투자자 역
- 훌리오 안드레스 : 시에스타 투자자 역
- 프리실라 루이즈 : 시에스타 파티녀 역
- 제이드 브런 : 시에스타 파티녀 역
- 라나 수코바 : 시에스타 파티녀 역
- 안나 안토노바 : 시에스타 파티녀 역
- 알렉시스 홀 : 시에스타 파티녀 역
- 이리나 카트 : 시에스타 파티녀 역
- 제이슨 넬슨 : 시에스타 투자자 경호원 역
- 팀 릭스 : 시에스타 투자자 경호원 역
- 변아영 : 시에스타걸
- 심현지 : 시에스타걸 역
- 조영애 : 시에스타걸 역
- 이기동 : 경찰서장 역
- 김준오 : 차이니스 레스토랑직원 역
- 박정요 : 마작 사내 역
- 장현도 : 마작 사내 역
- 조충인 : 마작 사내 역
- 김도형 : 매음굴 남녀 역
- 김세현 : 매음굴 남녀 역
- 아리 : 매음굴 남녀 역
- 은진 : 매음굴 남녀 역
- 데니사 헤븐 : 매음굴 남녀 역
- 케이티 로즈 : 매음굴 남녀 역
- 임채선 : 정육공장 사내 역
- 박지홍 : 정육공장 사내 역
- 김재강 : 정육공장 사내 역
- 안중갑 : 정육공장 사내 역
- 호앙 엔 : 마약포장 노동자 역
- 호앙 티 히엡 : 마약포장 노동자 역
- 이태형 : 이발사 역
- 이형주 : 시상식 사회자 역
- 배주연 : 시에스타 VIP게스트 역
- 이가윤 : 시에스타 VIP게스트 역
- 정다빈 : 시에스타 VIP게스트 역
- 최안나 : 시에스타 VIP게스트 역
- 이정선 : 시에스타 VIP게스트 역
- 박유화 : 시에스타 VIP게스트 역
- 김혜미 : 시에스타 VIP게스트 역
- 이규민 : 시에스타 VIP게스트 역
- 임지혜 : 시에스타 VIP게스트 역
- 조해승 : 시에스타 VIP게스트 역
- 서윤희 : 시에스타 VIP게스트 역
- 정라희 : 시에스타 VIP게스트 역
- 이경민 : 시에스타 VIP게스트 역
- 손민지 : 시에스타 VIP게스트 역
- 최유나 : 시에스타 VIP게스트 역
- 이선민 : 시에스타 VIP게스트 역
- 박채빈 : 시에스타 VIP게스트 역
- 이미선 : 시에스타 VIP게스트 역
- 김소연 : 시에스타 VIP게스트 역
- 이도연 : 시에스타 VIP게스트 역
- 황인혜 : 시에스타 VIP게스트 역
- 이정화 : 시에스타 VIP게스트 역
- 송혜민 : 시에스타 VIP게스트 역
- 박혜빈 : 시에스타 VIP게스트 역
- 황윤성 : 시에스타 VIP게스트 역
- 김규완 : 시에스타 VIP게스트 역
- 김진호 : 시에스타 VIP게스트 역
- 김가담 : 시에스타 VIP게스트 역
- 김린아 : 시에스타 VIP게스트 역
- 이미래 : 시에스타 VIP게스트 역
- 김진이 : 시에스타 VIP게스트 역
- 윤지혜 : 시에스타 VIP게스트 역
- 조유진 : 시에스타 VIP게스트 역
- 구혜연 : 시에스타 VIP게스트 역
- 황보라 : 시에스타 VIP게스트 역
- 함정연 : 시에스타 VIP게스트 역
- 김현성 : 시에스타 VIP게스트 역
- 이세원 : 시에스타 슈퍼카모델 역
- 에바 김 : 시에스타 슈퍼카모델 역
- 정우진 : 시에스타 딜러 역
- 김해안 : 시에스타 딜러 역
- 신지은 : 시에스타 딜러 역
- 이수연 : 시에스타 딜러 역
- 류수연 : 시에스타 딜러 역
- 전누리 : 시에스타 딜러 역
- 정동선 : 시에스타 서빙 역
- 세르게이 미셰레브스키 : 러시아 마피아 역
- 드미트리 쿠즈네코프 : 러시아 마피아 역
- 알렉세이 서보틴 : 러시아 마피아 역
- 케네스 피브 : 러시아 마피아 역
- 리브간 살리에크 : 러시아 마피아 역
- 리브간 살리에크 : 러시아 마피아 역
- 아나톨리 포포프 : 러시아 마피아 역
- 아나스따시야 코흐키나 : 시에스타 스트립댄서 역
- 비올레타 라브로코바 : 시에스타 스트립댄서 역
- 예카테리나 코라블리나 : 시에스타 스트립댄서 역
- 안드레이 네머리치 : 시에스타 스트립댄서 역
- 한용환 : BMW 운전기사 역
- 아나스타시야 코스트리크 : 최낙현 애인 역
- 김현우 : 마약제조학자 역
- 박재원 : 마약제조학자 역
- 최인종 : 장태영 : 수영대역
- 송승욱 : 붕대인간 무용대역
- 리치팅 : 포마드 역 (우정출연)
- 박서준 : 경호원 복장남 역 (우정출연)
- 손현주 : 재활환자 역 (우정출연)
- 다솜 : 재활치료사 역 (우정출연)
- 경리 : 레스토랑 웨이트리스 역 (우정출연)
- 안소희 : 차이나타운 재봉실 노동자 역 (우정출연)
- 김주하 : 뉴스 아나운서 역 (우정출연)
- 아이유 : 시상식 도우미 역 (우정출연)
- 수지 : 타투이스트 역 (우정출연)
- 박민하 : 시에스타 서빙페리 역 (우정출연)
- 정하은 : 시에스타 VIP 게스트 역 (우정출연)
- 쿨케이 : 시에스타 VIP 게스트 역 (우정출연)
- 이경영 : 노염 역 (특별출연)

## 평가
이미지만 가득하고 스토리는 없는 영화다. 배우들의 열연에도 불구하고 도대체 뭘 봤는지 모르겠다는 인상을 받을 수 있다. 출연 배우들의 팬이라면 관람을 말리지 않겠지만 단순히 호기심 때문이라면 절대 추천하지 않는 작품이다.

강효진

느닷없이 등장하는 폭력 장면은 맹목적이고, 전후(前後) 맥락 없는 섹스신은 공허하다.

김성현(조선일보)

괴작인가 망작인가

백승찬(경향신문)

대체 어떻길래, 라는 심정으로 봤다가... 레알.

이동진(★)

참담할 뿐 (별점 리뷰)
"코멘트할 가치도 없는 영화다. 활자 낭비하지 마시길 바란다."#

박평식(☆)

"언젠간 재평가 받겠죠? 한 300년 뒤?"

리뷰엉이